# Trapped (serie de televisión)
Trapped es una serie australiana estrenada el 30 de noviembre de 2008 en la cadena Seven Network. Su primera y única temporada terminó el 18 de abril de 2009. La serie consta de 26 capítulos y fue rodada íntegramente en exteriores en los alrededores de Broome, Australia Occidental entre mayo y octubre de 2008. 
Tiene una secuela titulada Castaway. Su fecha original de estreno en 2010 se retrasó hasta el 5 de febrero de 2011.  En ella, el reparto principal de Trapped retoman sus papeles.

## Trama
Un grupo de niños quedan atrapados en un peligroso paraíso. Únicamente pueden confiar en sus propios recursos para sobrevivir, descubrir qué les ha ocurrido a sus padres y desvelar el terrible secreto que se oculta detrás del proyecto de una empresa. 

## Reparto
- Marcel Bracks como Frazer Rob.
- Benjamin Jay como Ryan Cavaner.
- Maia Mitchell como Natasha Hamilton.
- Anthony Spanos como Josh Jacobs.
- Mikayla Southgate como Jarrah Haddon.
- Sam Fraser Suzuki como Zuke Haddon.
- Natasha Phillips como Lily Taylor.
- Matilda Terbio como Emma Taylor.
- Kim Walsh como Maggie Monks.
- Brad Albert como Gabe.